# Візенберг
Ві́зенберг (нім. Wiesenberg) — колишня німецька колонія біля селища Куликова, Жовківського району, Львівської області. Заснована німецькими колоністами в 1788 році, належала до Жовківського повіту, 8 км на пд.-сх. від Жовкви, 6 км на пн.-зах. від Куликова. На зах. лежить Мокротин, на пн.-зах. Мацошин, на пн. Смереків, на сх. Перемивки і Мервичі, на пд. Зарудці (Львівський повіт). Нині частина села Мервичі. В останньому генплані Мервич з колонії Візенберг залишився
тільки центр.
Станом на 1808 р. у Візенбергу проживало 230 католиків.
У 1880 році було 42 господарства, 465 жителів в гміні. (5 греко-католиків, 459 римо-католиків, 1 єврей; 5 русинів, 44 поляки, 416 німців).

Парафія римо-католицька в селі, Жовківського деканату. До парафії, заснованої в 1782 році належало село Мервичі. В селі був мурований костел і 1-класна школа. Візенберг творив одну гміну з селом Мервичі.
7 (20) листопада 1917 року, відповідно до Третього Універсалу Української Центральної Ради, увійшло до складу Української Народної Республіки.
У наш час одне із новітніх місць масового паломництва. Тут 9 червня 1996 р. з'явилось зображення Богоматері на завівтарній стіні церкви Святої Трійці. Першими помітили це діти, а згодом, коли стемніло, диво бачили багато людей. Коли стеніє, багато хто може бачити те, що йому ся здає. Релігійна комісія Греко-Католицької Церкви, яка досліджувала феномен, наукових обстежень до кінця не провела. Однак було зроблено попередній висновок, що диво могло бути витвором людських рук, що швидше за все і було. Проте численні відгуки прочан, які записуються у книзі відвідувачів, засвідчують, що йдеться про якесь справді надприродне явище. Багатьом людям молитва у Візенберзі дійсно допомогла. Та й сама назва цього поселення, яка перекладається як «Гора видінь», промовисто говорить про щось незвичне, те, що могло мати місце у попередні часи. Через це місцевий священик о. Василь вважає, що релігійній комісії варто свої дослідження продовжити.

## Історія
- Іван Драбчук: Сакральні центри галичан
- Słownik geograficzny Królestwa Polskiego i innych krajów słowiańskich, wyd. pod red. F. Sulimierskiego, B. Chlebowskiego, J. Krzywickiego i W. Walewskiego, Warszawa 1880—1902, t. 1-15.
- Wiesenberg
- Парафіяльний костел Св. Архангела Михаїла в Візенбергу [Архівовано 24 серпня 2007 у Wayback Machine.]
- (нім.) Карта німецьких поселень Галичини у 1939 році [Архівовано 25 березня 2016 у Wayback Machine.].